# Carl Alvar Wirtanen
| Odkryte planetoidy: 8 | Odkryte planetoidy: 8 |
| --------------------- | --------------------- |
| (1600) Vyssotsky      | 22 października 1947  |
| (1685) Toro           | 17 lipca 1948         |
| (1747) Wright         | 14 lipca 1947         |
| (1863) Antinous       | 7 marca 1948          |
| (1951) Lick           | 26 lipca 1949         |
| (2044) Wirt           | 8 listopada 1950      |
| (6107) Osterbrock     | 14 stycznia 1948      |
| (29075) 1950 DA       | 22 lutego 1950        |

Carl Alvar Wirtanen (ur. 11 listopada 1910 w Kenosha, zm. 7 marca 1990 w Santa Cruz) – amerykański astronom.

## Życiorys
Studiował matematykę, fizykę i astronomię na University of Virginia. Pracował w Obserwatorium Licka w latach 1941–1942 oraz 1946–1978. Zajmował się głównie astrofotografią. Wspólnie z Donaldem Shane’em stworzył katalog galaktyk (Shane-Wirtanen Galaxy Survey). Odkrył kometę okresową nazwaną 46P/Wirtanen, cztery inne komety, a także osiem planetoid. Jedną planetoidę na zrobionym przez Carla Wirtanena zdjęciu znalazła także jego żona Edith Rand Wirtanen.
Nazwa planetoidy (2044) Wirt pochodzi od jego nazwiska.